# Shattered Steel
Shattered Steel  est un jeu vidéo de simulation de mecha développé par BioWare et publié par Interplay le 30 septembre 1996. Le jeu se déroule en 2132 dans un univers de science-fiction dans lequel deux factions s’affrontent dans une course à la colonisation de l’espace.  Le joueur incarne un mercenaire aux commandes d’un mecha, envoyé sur une lointaine planète par une société minière. Lors de sa mission, il est confronté à de nombreuses créatures mécaniques qu’il doit combattre à l’aide des armes équipant son robot. Le jeu est principalement connu pour son système de déformation de terrain et pour avoir été le premier jeu vidéo développé par BioWare.À sa sortie, il reçoit un accueil mitigé de la presse spécialisée et connait un succès commercial modeste avec seulement 170 000 exemplaires vendus.

## Accueil
| Shattered Steel |    |      |
| Game Revolution | US | B    |
| GameSpot        | US | 68 % |
| Gen4            | FR | 3/5  |
| Joystick        | FR | 75 % |